# Valentín Adamo
Valentín Nicolás Adamo Reyes (San Jacinto, Uruguay; 4 de mayo de 2002) es un futbolista Uruguayo. Juega de delantero y su equipo actual es Boston River de la Primera División de Uruguay.

## Trayectoria
Adamo entró a las inferiores del River Plate a los 13 años, y debutó en el primer equipo el 10 de junio de 2022 ante Cerrito.
El 4 de agosto de 2023, Adamo fichó en el Botafogo de la Serie A de Brasil.
El 25 de enero de 2024 el futbolista fue presentado como nuevo jugador de Unión Española de la Primera División de Chile llegando en calidad de préstamo. 
El 30 de enero de 2025 dicho futbolista fue presentado como nuevo jugador de Boston River de la Primera División de Uruguay, llegando en calidad de préstamo.

## Estadísticas
Actualizado al último partido disputado el 1 de enero de 2025.
| Club                  | Div.          | Temporada     | Liga  | Liga  | Copas nacionales | Copas nacionales | Copas internacionales | Copas internacionales | Total | Total |
| Club                  | Div.          | Temporada     | Part. | Goles | Part.            | Goles            | Part.                 | Goles                 | Part. | Goles |
| --------------------- | ------------- | ------------- | ----- | ----- | ---------------- | ---------------- | --------------------- | --------------------- | ----- | ----- |
| River Plate · Uruguay | 1.ª           | 2022          | 8     | 2     | 0                | 0                | 0                     | 0                     | 8     | 2     |
| River Plate · Uruguay | 1.ª           | 2023          | 0     | 0     | 0                | 0                | 0                     | 0                     | 0     | 0     |
| River Plate · Uruguay | Total club    | Total club    | 0     | 0     | 0                | 0                | 0                     | 0                     | 8     | 2     |
| Progreso · Uruguay    | 2.ª           | 2023          | 20    | 10    | —                | —                | —                     | —                     | 20    | 10    |
| Progreso · Uruguay    | Total club    | Total club    | 0     | 0     | 0                | 0                | 0                     | 0                     | 20    | 10    |
| Botafogo · Brasil     | 1.ª           | 2023          | 0     | 0     | 0                | 0                | —                     | —                     | 0     | 0     |
| Botafogo · Brasil     | Total club    | Total club    | 0     | 0     | 0                | 0                | 0                     | 0                     | 0     | 0     |
| Unión Española Chile  | 1°            | 2024          | 21    | 3     | 0                | 0                | —                     | —                     | 21    | 3     |
| Unión Española Chile  | Total club    | Total club    | 21    | 3     | 0                | 0                | 0                     | 0                     | 21    | 3     |
| Total carrera         | Total carrera | Total carrera | 49    | 15    | 0                | 0                | 0                     | 0                     | 49    | 15    |